# Alfred Willimann
Alfred Willimann (* 26. Februar 1900 in Klingnau; † 17. Januar 1957 in Zürich) war ein Schweizer Bildhauer, Maler und Zeichner. Zusammen mit Hans Finsler war er von 1934 bis 1957 verantwortlicher Lehrer an der Fachklasse für Fotografie der Kunstgewerbeschule Zürich. Er lehrte die angewandte Fotografie für Werbung, Plakat- und Schriftgestaltung.

## Leben
Aufgewachsen in einer Familie mit 14 Kindern, zeigte Alfred Willimanns Vater, der dem Beruf als Friseur und Wirt nachging, wenig Verständnis für seine Begabung als Zeichner und seinen Wunsch nach Bildung an der Kunstgewerbeschule Zürich. Trotzdem konnte er nach Beendigung seiner Schulpflicht 1916 für ein Jahr den Vorbereitungsjahrgang besuchen. Anschliessend begann er eine Grafikerlehre, die er aber wegen des frühen Todes seines Vaters nach drei Monaten abbrechen musste, um sein eigenes Geld zu verdienen. Damit hatte sich auch seine Idee zerschlagen, darstellender Künstler als Tänzer oder Musiker zu werden. So war er schon 1917 als freischaffender Bildhauer, Gebrauchsgrafiker, Maler und Zeichner in Zürich selbständig und wurde ab diesem Jahr bereits im Schweizerischen Künstler-Lexikon geführt. 1918 gewann er den Ersten Preis im Plakatwettbewerb, den der Berner Buch- und Kunsthändler Ferdinand Wyss (1881–1972) zusammen mit dem Schweizerischen Werkbund (SWB) ausgeschrieben hatte.
1921 begann er für vier Semester ein Kunststudium an der Akademie der Künste in Berlin. In den Jahren 1923 bis 1940 war er mit der Grafikerin, Illustratorin und Kunstgewerblerin Johanna Fülscher (1893–1978) verheiratet. 1941 folgte seine zweite Ehe mit Leni Thöni (1918–2002), Schülerin der Fachklasse für Fotografie in den Jahren 1937–1940. 1925 ging Willimann zunächst für ein halbes Jahr nach München und wurde danach entwerfender Mitarbeiter einer Zürcher Grossdruckerei und des Verlags Orell Füssli. Ab dieser Zeit entstand bei ihm der Wunsch, auch eine Lehrtätigkeit auszuüben. Mit dem Ruf von Alfred Johann Altherr, der von 1912 bis 1938 sein Direktor war, übernahm er ab 1929 in den Klassen für Freihandzeichnen und Schriftgestaltung der Kunstgewerbeschule Zürich diese Aufgabe.
1932 wurde er Mitglied des SWB und konnte im gleichen Jahr das Ausstellungsplakat Das Licht in Heim, Büro und Werkstatt gestalten, mit dem das im Vorjahr gegründete, dem Bauhaus stilistisch nahestehende Unternehmen Schweizer Wohnbedarf zu einer Ausstellung für Leuchtkörper und Lampen im Kunstgewerbemuseum Zürich warb. In der 1931 in Paris gegründeten internationalen Künstlervereinigung Abstraction-Création wurde er 1933 Mitglied. Von 1934 bis 1957 war er Lehrer an der Fachklasse für Fotografie der Kunstgewerbeschule Zürich, wo er Schrift- und Werbegestaltung, Fotomontage und Layout unterrichtete.
Von 1935 an bot Willimann zusätzlich werbegrafische Auftragsarbeiten an. Seine Kunden waren unter anderem die Porzellanfabrik und Leinenweberei in Langenthal, die Möbelfabrik Horgen-Glarus AG, Karl Steiner (Zürich), das Restaurant Terrasse (Zürich). Ferner arbeitete er für Karten- und Tourismusprospekte, bereits vor 1933 für Davos, Trübsee, Rheinfelden und das Grand Hotel Cattani (Engelberg), danach für die Schweizerische Verkehrszentrale (Zürich) und die Schweizer Alpenposten. Ferner zeichnete er Briefmarken und Buchumschläge, so zum Beispiel auch für die Schweizerische Landesausstellung 1939, für die er die offizielle Ansteckplakette schuf. Von ihm stammt die Planung für plastischen Schmuck am Kongresshaus Zürich, die jedoch nicht ausgeführt wurde, und 1941 eine «Metallene Tischplastik» als Geschenk der Stadt Zürich an die Stadt Bern zu deren 750-jährigem Bestehen. In den Jahren 1948 bis 1955 widmete sich Willimann wieder vermehrt der Plakatgestaltung, so zum Beispiel mit Plakaten für das Kunsthaus Zürich zu «Kunstschätze der Lombardei», «Altrömische Porträtplastik», «Mittelalterliche Fresken aus Jugoslawien» und «Schönheit des 18. Jahrhunderts». 1951 publizierte er über Reproduktionsverfahren, und 1955 kreierte er Wortmarken für Hasselblad, was aber nicht umgesetzt wurde, für Lignoplast und die Lackfabrik Werner Grohmann AG in Zürich.